# Двије половине срца
Двије половине срца је југословенски филм из 1982. године. Режирао га је Вефик Хаџисмајловић, који је написао и сценарио.

## Улоге
| Глумац               | Улога     |
| -------------------- | --------- |
| Мирјана Карановић    | мајка     |
| Љубиша Самарџић      | отац      |
| Фабијан Шоваговић    | судија    |
| Зијах Соколовић      | Италијан  |
| Боро Стјепановић     | Миљенко   |
| Дамир Варга          | дечак Мак |
| Зорица Мирковић      |           |
| Етела Пардо          |           |
| Вилма Михаљевић      |           |
| Инес Фанчовић        |           |
| Анте Вицан           |           |
| Здравко Биоградлија  |           |
| Лидија Плетл         |           |
| Александар Војтов    |           |
| Оливера Костић       |           |
| Слободан Велимировић |           |